# Markus Kamieth

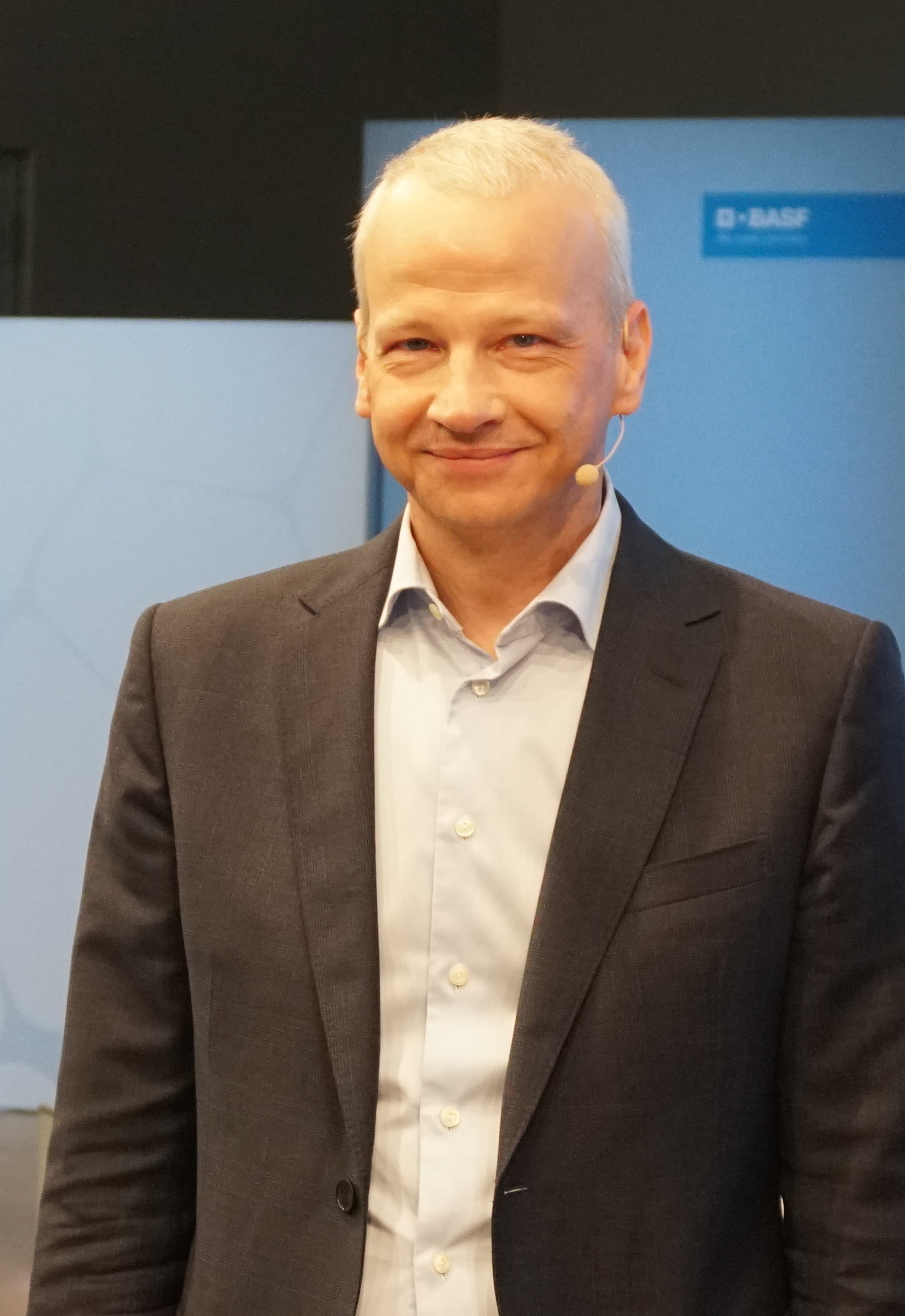
Markus Kamieth auf der Bilanz-Pressekonferenz der BASF in Ludwigshafen am 28. Februar 2025

Markus Kamieth (* 1970 in Dinslaken) ist ein deutscher Chemiker und Manager, der in der Chemieindustrie tätig ist. Seit April 2024 ist er der Vorstandsvorsitzende des DAX-Unternehmens BASF SE mit Sitz in Ludwigshafen am Rhein.

## Leben
Markus Kamieth wurde 1970 in Dinslaken geboren. Er wurde 1998 an der Universität Essen in Organischer Chemie promoviert.
1999 trat er in die BASF Aktiengesellschaft ein und begann in der Forschungsabteilung. Seitdem war er in verschiedenen Führungspositionen und Geschäftsbereichen in Deutschland, in den USA und in Asien tätig.
2017 wurde er Mitglied des Vorstands von BASF. Seit April 2024 ist Kamieth der Vorstandsvorsitzende (CEO). Er ist der Nachfolger von Martin Brudermüller.